# Опатје село
Опатје село (словен. Opatje selo, итал. Opacchiasella) је насељено место у општини Мирен–Костањевица, Горишка регија, Словенија.

## Историја
До територијалне реорганизације у Словенији било је у саставу старе општине Нова Горица.

## Становништво
У попису становништва из 2011. године, Опатје село је имало 392 становника.
| Број становника према пописима | Број становника према пописима | Број становника према пописима |
| ------------------------------ | ------------------------------ | ------------------------------ |
| 1991                           | 2002                           | 2011                           |
| 340                            | 377                            | 392                            |